# Potatisätarna

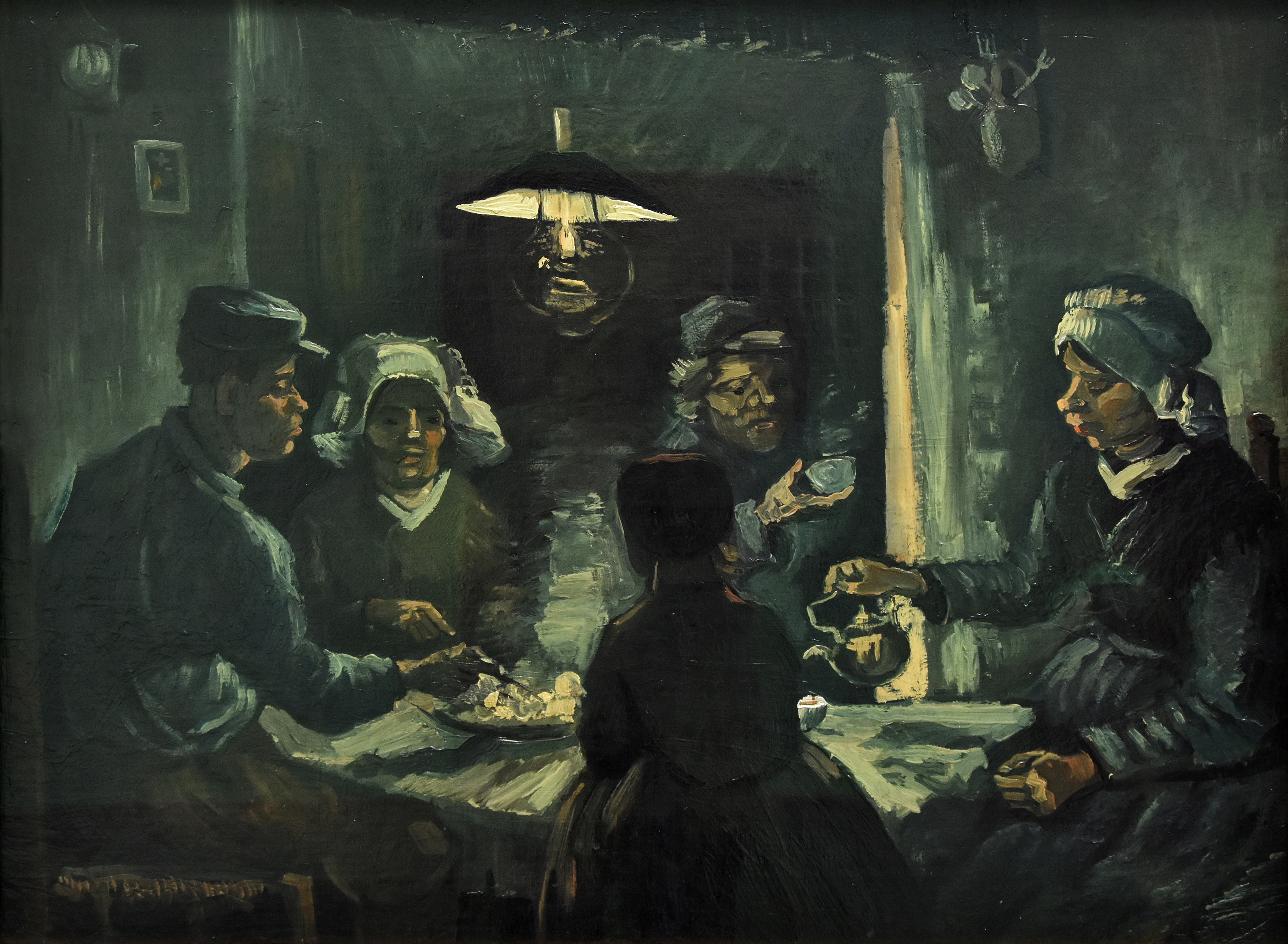
Skiss från samma år, utställd på Kröller-Müller Museum.

Potatisätarna (nederländska: De aardappeleters) är en oljemålning av den nederländske konstnären Vincent van Gogh. Den utfördes i april 1885 och ingår i Van Gogh-museets samlingar i Amsterdam.
Potatisätarna skildrar proletär- och bondeliv i byn Neuen i provinsen Noord-Brabant. Familjens namn var De Groot-van Rooij. Van Gogh gick noga till väga i sin förberedelser och målade ett hundratal porträttskisser, flera teckningar och två hela skisser i olja. En av de senare finns idag utställd på Kröller-Müller Museum i Otterlo i Gelderland. Därtill utförde van Gogh flera litografier på samma motiv varav en tillhör Museum of Modern Art i New York.